# Irish League 1939-1940
L'Irish League 1939-1940 è stata la 46ª edizione della prima divisione del campionato nordirlandese di calcio.
Il campionato era formato da quattordici squadre e il Belfast Celtic vinse il titolo. Non vi furono retrocessioni.

## Classifica finale
| Pos. | Squadra          | G  | V  | N | P  | GF  | GS | Punti |
| ---- | ---------------- | -- | -- | - | -- | --- | -- | ----- |
| 1    | Belfast Celtic   | 26 | 20 | 5 | 1  | 91  | 18 | 45    |
| 2    | Portadown        | 26 | 18 | 5 | 3  | 86  | 37 | 41    |
| 3    | Glentoran        | 26 | 19 | 1 | 6  | 104 | 46 | 39    |
| 4    | Ballymena United | 26 | 15 | 4 | 7  | 82  | 52 | 34    |
| 5    | Linfield         | 26 | 14 | 5 | 7  | 63  | 47 | 33    |
| 6    | Derry City       | 26 | 14 | 2 | 10 | 73  | 46 | 30    |
| 7    | Glenavon         | 26 | 13 | 3 | 10 | 69  | 68 | 29    |
| 8    | Coleraine        | 26 | 11 | 2 | 13 | 47  | 68 | 24    |
| 9    | Ards             | 26 | 9  | 2 | 15 | 49  | 72 | 20    |
| 10   | Bangor           | 26 | 8  | 3 | 15 | 44  | 77 | 19    |
| 11   | Distillery       | 26 | 6  | 3 | 17 | 53  | 70 | 15    |
| 12   | Newry Town       | 26 | 5  | 5 | 16 | 32  | 86 | 15    |
| 13   | Larne            | 26 | 4  | 5 | 17 | 36  | 83 | 13    |
| 14   | Cliftonville     | 26 | 3  | 1 | 22 | 40  | 99 | 7     |

G = Partite giocate; V = Vittorie; N = Nulle/Pareggi; P = Perse; GF = Goal fatti; GS = Goal subiti; 